# Jaskólniki
Jaskólniki (Pseudochelidoninae) – monotypowa podrodzina ptaków z rodziny jaskółkowatych (Hirundinidae).

## Występowanie
Podrodzina obejmuje gatunki występujące w Afryce Środkowej i Azji Południowo-Wschodniej.

## Morfologia
Długość ciała 14–15 cm.

## Systematyka

### Etymologia
Greckie ψευδος pseudos – fałszywy, inny; χελιδων khelidōn, χελιδονος khelidonos – jaskółka.

### Podział systematyczny
Do podrodziny należy jeden rodzaj z następującymi gatunkami:
- Pseudochelidon eurystomina Hartlaub, 1861 – jaskólnik czerwonooki
- Pseudochelidon sirintarae Thonglongya, 1968 – jaskólnik białooki